# Акжал (Абайская область)
Акжал (каз. Ақжал) — село в Жарминском районе Абайской области Казахстана. Административный центр Акжальского сельского округа. Находится примерно в 50 км к юго-востоку от центра города Чарска км и в 15 км от железнодорожной станции Жангизтобе, в междуречье Жинишке и Боке. Код КАТО — 634433100.
Возник как золотой прииск. С 1932 года имел статус посёлка городского типа. В 20 км от Акжала находится Бокинскинская горно-обогатительная фабрика, Южно-Калбинская геологоразведочная партия.

## Население
| 1939 | 1959  | 1970  | 1979  | 1989  | 1999 | 2009 |
| ---- | ----- | ----- | ----- | ----- | ---- | ---- |
| 5463 | ↘3894 | ↘2049 | ↘1273 | ↘1153 | ↘867 | ↘475 |
| 2021 |       |       |       |       |      |      |
| ↘184 |       |       |       |       |      |      |

В 1961 году в посёлке насчитывалось 18,2 тыс. жителей.
В 1999 году население села составляло 867 человек (406 мужчин и 461 женщина). По данным переписи 2009 года, в селе проживало 475 человек (227 мужчин и 248 женщин).